# Zapomniana melodia
Zapomniana melodia – polska komedia muzyczna z 1938 w reżyserii Konrada Toma i Jana Fethkego, z trzema znanymi piosenkami autorstwa Ludwika Starskiego do muzyki Henryka Warsa: „Ach, jak przyjemnie!” i „Już nie zapomnisz mnie” oraz rozbudowaną aranżacją utworu „Panie Janie”. Bohaterami filmu są zakochani w sobie pensjonarka Instytutu Dokształcającego dla Dziewcząt, Helenka Roliczówna (Helena Grossówna), i Stefan Frankiewicz (Aleksander Żabczyński). Młodzieniec śpiewa tytułową „zapomnianą melodię” („Już nie zapomnisz mnie”), lecz gdy dochodzi do serii nieporozumień między parą, ich uczucie zamiera i zapominają słowa piosenki. Jednak szczęśliwie dochodzą do porozumienia, Stefan przypomina sobie tekst utworu, po czym zakochani żyją długo i szczęśliwie. Ojciec Helenki, Bogusław Rolicz (Antoni Fertner) – prezes zakładów kosmetycznych, korzysta z „zapomnianej melodii”, aby zapamiętać recepturę swojego wynalazku i uchronić ją przed kradzieżą ze strony konkurenta z branży, Roxy’ego.
Zapomniana melodia stała się sukcesem kasowym, a towarzyszące jej piosenki zostały szlagierami. Krytycy międzywojenni nie byli zgodni co do wartości filmu, większość pozytywnie odnosiła się do produkcji, jednak w prasie branżowej pojawiły się również recenzje bardzo negatywne. W późniejszych latach filmoznawcy i historycy filmu z uznaniem odnosili się do tej produkcji. Jerzy Toeplitz napisał, że była ona „jedyną i udaną kulturalną komedią muzyczną w całym dorobku polskiej kinematografii przedwojennej (...)”, która „posiadała zgrabnie skonstruowaną fabułę, humor i wdzięk”.

## Fabuła

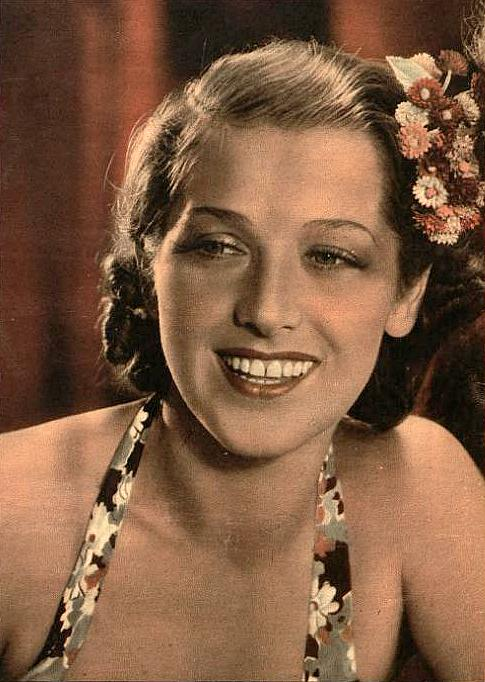
Helena Grossówna, odtwórczyni roli Helenki Rolicz

Helenka Roliczówna, córka bogatego przedsiębiorcy z branży kosmetycznej, jest pensjonarką w podwarszawskim Instytucie Dokształcającym dla Dziewcząt. Wraz ze swoją przyjaciółką, Jadzią Pietrusińską, przewodzą klasie w płataniu figli lubianemu nauczycielowi śpiewu o konserwatywnych poglądach – profesorowi Frankiewiczowi, który do upadłego każe im ćwiczyć śpiew piosenki „Panie Janie”. Z wizytą do profesora przypływa motorówką z Warszawy jego bratanek, Stefan Frankiewicz. Na rzece wdaje się w rozmowę z Helenką, która zderzyła się z jego łodzią, płynąc kajakiem do przystani po zakończeniu zajęć wychowania fizycznego. Na kolejnych zajęciach muzyki dziewczęta ponownie płatają figla swojemu pedagogowi, kierując do niego list miłosny. Odczytawszy wiadomość o potrzebie szybkiego spotkania, poirytowany profesor wyrzuca kartkę przez okno wprost w ręce Stefana, oczekującego na wizytę przy bramie szkoły. Młodzieniec, widząc w oknie sylwetkę przestraszonej zdarzeniem Helenki, uznaje że list jest zaadresowany do niego. Na przerwie Roliczówna i Pietrusińska nieskutecznie próbują porozmawiać ze Stefanem i naprawić nieporozumienie, lecz zostają przegonione przez Frankiewicza. Rozpoznaje on swojego bratanka i przepłasza go sprzed szkoły w obawie przed kolejnymi ekscesami, jakich dopuszczał się w nieodległej przeszłości.
W tym samym czasie Bogusław Rolicz dopina na ostatni guzik przygotowania do prezentacji radzie nadzorczej nowego, niesamowitego osiągnięcia: mydła o smaku czekolady, po odbiciu zachowującego się jak piłka. Obawia się jednak, że jego konkurent, pan Roxy, przejmie recepturę i zabierze mu wszystkie zyski. Za namową swojego sekretarza postanawia nauczyć się przepisu na pamięć, ponieważ z głowy nikt mu niczego nie zabierze. Tego samego dnia, jako prezes rady opiekuńczej Instytutu, wizytuje szkołę i przygląda się postępom córki. Wieczorem Helenka spotyka się ze Stefanem na przystani, zgodnie z informacją przekazaną w liście, aby wyjaśnić zaistniałe nieporozumienie. W trakcie żartobliwej kłótni mężczyzna wpada do wody, po czym udaje że tonie. Zalęknione pensjonariuszki ruszają mu na ratunek i przenoszą do Instytutu. Profesor Frankiewicz wyraża oburzenie ponownym spotkaniem z bratankiem, nalega na nie przyznawanie się do pokrewieństwa i jak najszybsze opuszczenie przez niego szkoły. Zdarzenie przybiera odmienny obrót. Aby nie kompromitować krewnego, młodzieniec informuje wszystkich, że nazywa się Stefan Roxy (nazwę wyczytał na buteleczce wody kolońskiej). Wkrótce pani dyrektor chwali się odwagą uczennic prezesowi Roliczowi. Wobec tego wydarzenia fabrykant zamierza ufundować szkole basen zimowy. Przełożona szkoły wyjawia nauczycielowi muzyki wesołą nowinę, następnie karci go, dowiedziawszy się, że ten wyrzucił chłopca ze szkoły. Profesor Frankiewicz namawia Stefana do powrotu. Między Helenką i Stefanem rodzi się coraz głębsza miłość.
Prezes Rolicz usilnie stara się wpoić sobie recepturę do głowy, lecz długotrwała nauka nie przynosi rezultatów. W pewnym momencie Helenka gra piosenkę, jaką zaśpiewał jej Stefan, wtedy fabrykant podkłada słowa formuły pod chwytliwą melodię i zaczyna robić postępy w zapamiętywaniu. Tymczasem tancerka Lili Fontelli, którą Stefan obdarowywał drogimi prezentami i wyznał miłość, rozpoczyna poszukiwania ukochanego w Instytucie. Podawszy woźnemu tylko jego nazwisko, wzbudza wśród pedagogów podejrzenia, że to profesor Frankiewicz jest adoratorem gwiazdy nocnego klubu. Wieczorem nauczyciel idzie do lokalu „Imperial”, gdzie występuje tancerka, aby wyjaśnić tę sytuację. W tym samym klubie Helenka, wkładając płaszcz pedagoga, odbywa dyskretne spotkanie ze Stefanem, natomiast nieświadomy tego ojciec wybiera się tam na spotkanie ze wspólnikami.
Profesor Frankiewicz wyjaśnia zaistniałą niedawno pomyłkę Lili Fontelli, po czym, nieprzywykły do picia alkoholu, za jej namową wypija drinka, co powoduje u niego nagłe pogorszenie zdrowia. Niedługo później tancerka zauważa Stefana i czule się z nim wita. Helenka, po zakończeniu randki zauważa, że zostawiła płaszcz, więc wraca po niego do „Imperialu”. Omylnie bierze uczucie Stefana i Lili za prawdziwe i odrzuca miłość chłopaka. Prezes Rolicz jest świadkiem niestosownego zachowania profesora i jest zszokowany obecnością córki z nieznajomym na dancingu, w dodatku jego sekretarz wmawia mu, że Stefan to syn konkurenta z branży. Rozgniewany prezes wypisuje Helenkę z Instytutu i zrzeka się mecenatu nad instytucją. Profesor Frankiewicz ustępuje ze stanowiska nauczyciela. Po kolejnych pomyłkach „zapomniana piosenka” doprowadza jednak do szczęśliwego zakończenia. Rolicz na posiedzeniu rady nadzorczej zapomniał wyuczonej receptury, a zdenerwowana Helenka nie potrafiła przypomnieć sobie melodii piosenki Stefana, musi go zatem – nie bez radości – przywrócić do łask; Stefan śpiewa „zapomnianą melodię”, prezes przypomina sobie recepturę i szczęśliwy akceptuje jednocześnie uczucie córki do niedawnego wroga. Usłyszawszy o zwolnieniu profesora, pensjonarki podejmują udane działania w celu uratowania jego posady w szkole. W ostatniej scenie wszyscy bohaterowie płyną kajakami, radośnie śpiewając „Ach, jak przyjemnie!”.

## Obsada
Opracowano na podstawie materiału źródłowego:
- Helena Grossówna – Helenka Rolicz, córka prezesa Rolicza
- Aleksander Żabczyński – Stefan Frankiewicz
- Antoni Fertner – prezes Bogusław Rolicz, ojciec Helenki
- Michał Znicz – profesor Frankiewicz, stryj Stefan
- Jadwiga Andrzejewska – Jadzia Pietrusińska
- Stanisław Sielański – sekretarz Jarząbek
- Józef Orwid – Marcin, woźny
- Władysław Grabowski – wspólnik w koncernie Rolicza
- Jerzy Roland – Alfred
- Alina Żeliska – Lili Fontelli
- Renata Radojewska – Rena
- Teodozja Bohdańska(inne języki) – przełożona
- Roman Dereń – wspólnik w koncernie Rolicza (nie występuje w napisach)
- Janina Krzymuska – nauczycielka gotowania (nie występuje w napisach)
- Wincenty Łoskot – Jan, lokaj Rolicza (nie występuje w napisach)
- Zygmunt Regro-Regirer – kelner na dancingu w restauracji „Imperial” (nie występuje w napisach)
- Mieczysław Winkler – recepcjonista w hotelu „Continental” (nie występuje w napisach)
- Wacław Zdanowicz – barman na dancingu w restauracji „Imperial” (nie występuje w napisach)

## Produkcja
| „Z Warszawy miałam wyjechać na wschód do Wołkowyska, gdzie miałam pracować w biurze. Ale na zwolnienie posady trzeba było trochę poczekać. Ponieważ było przez to sporo wolnego czasu, wraz z koleżankami ze szkoły Wysockiej zmówiłyśmy się na to statystowanie. Płacili nieźle i przez parę dni jeździłyśmy pod Warszawę, gdzie byłyśmy świadkami kręcenia wszystkich scen głównych”.– Stanisława Sobiech, statystka |

W pierwszej połowie 1938 grupa filmowców i producentów założyła spółkę z ograniczoną odpowiedzialnością „Omnia-Film” w celu realizacji komedii muzycznej Zapomniana melodia. Pierwsze informacje o rozpoczęciu tworzenia nowego projektu filmowego ukazały się w majowych numerach „Wiadomości Filmowych”, po czym nowe wieści pojawiły się również w tygodniku „Kino” i miesięczniku „Srebrny Ekran”. Reżyserami produkcji zostali Konrad Tom i Jan Fethke, za scenariusz odpowiadali Napoleon Sądek, Jan Fethke i Ludwik Starski. Muzykę przygotował Henryk Wars, natomiast teksty piosenek – „Ach, jak przyjemnie!”, „Już nie zapomnisz mnie” oraz uwspółcześnionej aranżacji podpisanej jako „Panie Janie (w stylu jazz)” ułożył Ludwik Starski.
Odtwórczynią głównej roli żeńskiej była Helena Grossówna, natomiast głównego bohatera zagrał Aleksander Żabczyński. Pozostałą obsadę aktorską tworzyli Antoni Fertner, Michał Znicz, Stanisław Sielański, Józef Orwid, Władysław Drabowski i Teodozja Bohdańska, Jadwiga Andrzejewska, Alina Żeliska i Renata Radojewska. W rolę pensjonarek, oprócz Grossówny, Andrzejewskiej i Radojewskiej, wcieliły się statystki, uczące się w szkole tańca Tacjanny Wysockiej (w prasie były reklamowane jako „najpiękniejsze warszawianki”).
Zdjęcia kręcono w warszawskim atelier Falanga przy ulicy Trębackiej, ujęcia plenerowe wykonano w podwarszawskim Zegrzynku, a inne, pomniejsze sceny, nakręcono na ulicach Warszawy, np. na ul. Traugutta. Ukończono je na początku listopada.
Premiera Zapomnianej melodii odbyła się 25 listopada 1938 w warszawskim kinie „Pan”. Film odniósł sukces kasowy. Publiczność tłumnie odwiedzała kina, a „Ach, jak przyjemnie!” i „Już nie zapomnisz mnie” stały się szlagierami. Helena Grossówna przyjęła propozycję wytwórni, aby była obecna na każdej premierze filmu w większych miastach Polski.

## Odbiór

### Recenzje
Stefania Heymanowa, związana z tygodnikiem „Bluszcz”, nie podzielała zachwytów widzów. Uważała, że Zapomniana melodia powtarza wszystkie niedoskonałości polskiej komedii: nieodzwierciedlanie polskich realiów miejsca akcji i prezentowanego środowiska, bezsensowność scenariusza i brak logiki fabularnej, ślepe naśladownictwo amerykańskiego życia i zwyczaju, brak pogłębionej charakterystyki postaci (pensjonarki „przypominają raczej zespół girlsów”; brak im indywidualnych cech). W podsumowaniu swojej recenzji napisała: „W sumie «Zapomniana melodia» to najwyżej farsa, z kilkoma miłymi piosenkami, i nie należy się łudzić, że jest to wzór dla polskiej komedii muzycznej”. Anna Zahorska z „Kultury” doceniła dość składny scenariusz, dowcip niektórych scen i grę aktorów (wyjątkiem był występ Żabczyńskiego, który „poza swoją urodą mało czym imponował, ruszał się jak od niechcenia”). W dalszej opinii wtórowała Heymanowej: „Czy fantazja scenarzystów nie mogła im poddać jakiejś sympatyczniejszej kombinacji? Te błahostki, amoralizmy, exhibicje niższości ludzkiej, ten niesłychanie niski poziom osób działających, ten lichy klimat każdego scenariusza, to pomieszanie szkoły z dancingiem zawsze charakteryzuje filmy, realizowane w Polsce”. Dodatkowo z przekąsem odniosła się do muzyki, która powinna stać na poziomie koncertowym, a nie rewiowym.
Inni recenzenci prasowi, m.in. „Kina”, „Wiadomości Filmowych”, „5-ej Rano”, „Kuriera Czerwonego” i „Kuriera Poznańskiego”, wytykając niektóre mankamenty filmu, wyrażali się jednak o nim pozytywnie. Niektórzy z nich początek Zapomnianej melodii, śpiew piosenki przez uczennice podczas płynięcia kajakami, porównywali do pierwszych scen Pensjonarki (1938, reż. Norman Taurog) z Deanną Durbin na czele, gdzie grupa pensjonarek śpiewała jadąc rowerami po szerokiej alei. Ponadto zgodnie uznali, że gra aktorska była bardzo dobra. Sprawozdawca, ukrywający się pod pseudonimem Kl. był zdania, że: „Grossówna i Andrzejewska stają tu jakby do wyścigu szlachetnego o palmę pierwszeństwa, którą trzeba każdej z niech przyznać, bo stworzyły dwa odrębne typy pensjonarek: trzpiota i romantyczkę. Z amantami u nas bieda. Ale trzeba przyznać, że Żabczyński jest w swej roli bez zarzutu. Kocha się i śpiewa, jak trzeba, jest przystojny i fotogeniczny. Na brak drugiego Valentina nie tylko polska filmia się uskarża… Ciężar komizmu rozłożono na kilka gwiazd, zapożyczonych ze sceny: na niezawodnego Fertnera, na bez zawodu sekundującego mu w zabawnej roli oddanego sekretarza Sielańskiego, którym z kolei dotrzymują kroku zawsze doskonali nawet w epizodycznych rolach Orwid i Grabowski”.

### Po latach
Leszek Armatys poświęcił produkcji esej, w którym stwierdził, że sprawnie zrealizowana Zapomniana melodia przyniosła Polakom odprężenie i wesołość w czasie coraz realniejszej groźby wojny. Krytyk pochwalił twórców za skompletowanie śmietanki aktorskiej i powierzenie im ról zgodnych z ich emploi, odświeżenie schematu komediowego za pomocą dodania do filmu niewidzianej dotychczas w polskim filmie grupy dziewcząt, spełniających rolę rewiowych girls. Ponadto docenił sprawne wykorzystanie schematu amerykańskich komedii sentymentalnych, napędzanie akcji ciągłymi nieporozumieniami i wykorzystanie scenek musicalowych (jazzowa wokalno-taneczna improwizacja kanonu „Panie Janie” przez dziewczęta na zestawionych ławkach szkolnych). Podsumowując wypowiedź, narzekał na eskapizm, miałkość i prostackość niektórych chwytów komediowych, lecz przede wszystkim chwalił Zapomnianą melodię, „bo obok kilku innych filmów zrealizowanych u schyłku II Rzeczypospolitej był to utwór (wśród komedii – jedyny!), w którym zaczęła nareszcie procentować suma doświadczeń zebranych przez całe dziesięciolecia: ujawniła się pewna sprawność realizacji, oczekiwana od lat. I więcej jeszcze: jak gdyby pewien dystans do konwencji operetkowej stosowanej nagminnie w polskich komediach filmowych”. Tacy filmoznawcy i historycy filmu, jak Tadeusz Lubelski, Jan F. Lewandowski, Marek Haltof i Jerzy Toeplitz uznali Zapomnianą melodię za pierwszorzędną komedię muzyczną okresu międzywojennego pod względem warsztatowym.

## Piosenki
Piosenki śpiewane w filmie przez zespół autorski zostały niebawem wykonane przez różnych śpiewaków dla wytworni fonograficznych:
- „Panie Janie” (Swing-Foxtrot) – Adam Aston z akompaniamentem Orkiestry Tanecznej „Syrena Rekord”; dyrygent: Henryk Wars (grudzień 1938)
- „Ach, jak przyjemnie!” (Foxtrot) – Adam Aston z akompaniamentem Orkiestry Tanecznej „Syrena Rekord”; dyrygent: Henryk Wars (grudzień 1938)
- „Już nie zapomnisz mnie” (Slowfox) – Adam Aston z akompaniamentem Orkiestry Tanecznej „Syrena Rekord”; dyrygent: Henryk Wars (grudzień 1938)
- „Już nie zapomnisz mnie” (Slowfox) – Zbigniew Rawicz z akompaniamentem Orkiestry „Syrena Rekord” (styczeń 1939)
- „Ach, jak przyjemnie!” (Foxtrot) – Zbigniew Rawicz z akompaniamentem Orkiestry „Syrena Rekord” (styczeń 1939)
- „Już nie zapomnisz mnie” (Slowfox) – Albert Harris z akompaniamentem Orkiestry Tanecznej „Odeon”; dyrygent: Jerzy Gert
- „Ach, jak przyjemnie!” (Foxtrot) – Albert Harris z akompaniamentem Orkiestry Tanecznej „Odeon”; dyrygent: Jerzy Gert
- „Już nie zapomnisz mnie” (Slowfox) – Mieczysław Fogg dla wytwórni Victor (początek 1939)
- „Ach, jak przyjemnie!” (Foxtrot) Mieczysław Fogg dla wytwórni Victor (początek 1939)

Od 2012 w Industrialnym Centrum Kultury w Rybniku-Niewiadomiu odbywa się coroczny konkurs piosenki filmowej „Zapomniana melodia”.

### Prasa
- Dziś premiera, „Kurier Warszawski”, 1938, nr 324 (25 XI), Warszawa: Feliks Mrozowski i Konrad Olchowica.
- Stefania Heymanowa, Z życia ekranu, „Bluszcz”, 1938, nr 52 (24 XI), Warszawa: Michał Glücksberg.
- Kl., Na świetlanej scenie, „5-ta Rano”, 1938, nr 353 (19 XII), Warszawa: Prasa Nowa.
- Na ekranach polskich, „Kino”, 1938, nr 50 (11 XII), Warszawa: Prasa Polska S.A.
- Na okładkach, „Kino”, 1938, nr 40 (2 X), Warszawa: Prasa Polska S.A.
- Niniejszym komunikujemy..., „Wiadomości Filmowe”, 1938, nr 10 (15 V), Warszawa: Ignacy Rotsztadt-Miastecki.
- Niniejszym podajemy do wiadomości..., „Wiadomości Filmowe”, 1938, nr 9 (1 V), Warszawa: Ignacy Rotsztadt-Miastecki.
- Sza., Z kin poznańskich, „Kurier Poznański”, 1938, nr 588 (27 XII), Poznań: Prasa Polska.
- W polskim świecie filmowym, „Kino”, 1938, nr 45 (6 XI), Warszawa: Prasa Polska S.A.
- W polskim świecie filmowym, „Kino”, 1938, nr 47 (20 XI), Warszawa: Prasa Polska S.A.
- Wędrówka po ateliers, „Kino”, 1938, nr 39 (25 IX), Warszawa: Prasa Polska S.A.
- W.K., Na srebrnym ekranie, „Kurier Czerwony”, 1938, nr 329 (28 XI), Warszawa: Prasa Polska.
- Z polskiego świata filmowego, „Wiadomości Filmowe”, 1938, nr 23 (1 XII), Warszawa: Ignacy Rotsztadt-Miastecki.
- Anna Zahorska, Recenzje filmowe, „Kultura”, 1938, nr 50 (11 XII), Poznań: Stanisław Bross.

### Opracowania
- Leszek Armatys, Barbara Armatys, Wiesław Stradomski, Historia filmu polskiego, t. 2, Warszawa: Wydawnictwa Artystyczne i Filmowe, 1988, ISBN 83-221-0368-9.
- Leszek Armatys, Wiesław Stradomski, Od „Niewolnicy zmysłów” do „Czarnych diamentów”. Szkice o polskich filmach z lat 1914–1939, Warszawa: Centralny Ośrodek Metodyki Upowszechniania Kultury, 1988, ISBN 83-7010-049-X.
- Marek Haltof, Mirosław Przylipiak (tłum.), Kino polskie, Gdańsk: słowo/obraz terytoria, 2004, ISBN 83-89405-38-5.
- Lucjan Kydryński, Kino muzyczne. Przewodnik po filmach muzycznych 1927–1992, Warszawa: Wydawnictwa Artystyczne i Filmowe, 1993, ISBN 83-221-0644-0.
- Jan F. Lewandowski, 100 filmów polskich, Katowice: Videograf II, 1997, ISBN 83-7183-326-1.
- Tomasz Lerski, Syrena Record. Pierwsza polska wytwórnia fonograficzna 1904–1939, Nowy Jork-Warszawa: Editions „Karin”, 2004, ISBN 83-917189-0-5.
- Tadeusz Lubelski, Historia kina polskiego 1895–2014, Kraków: Towarzystwo Autorów i Wydawców Prac Naukowych „Universitas”, 2015, ISBN 978-83-242-2707-5.
- Jerzy Toeplitz, Historia sztuki filmowej, t. IV, Warszawa: Wydawnictwa Artystyczne i Filmowe, 1969, ISBN 978-83-242-2707-5.
- Edward Zajiček, Poza ekranem. Kinematografia polska 1896–2005, Warszawa: Stowarzyszenie Filmowców Polskich, 2009, ISBN 83-923919-4-2.